# Lecco Calcio 2001-2002
Questa pagina raccoglie le informazioni riguardanti il Lecco Calcio nelle competizioni ufficiali della stagione 2001-2002.

## Stagione
Nella stagione 2001-2002 il Lecco ha disputato il girone A del campionato di Serie C1, ottenendo il decimo posto in classifica con 42 punti. Il torneo è stato vinto con 73 punti dal Livorno che è stato promosso in Serie B, con la Triestina che ha vinto i playoff. Un buon campionato quello disputato dal Lecco di Roberto Donadoni, sostituito alla 15ª giornata da Alessandro Scanziani, ma poi richiamato alla 28ª giornata. Eclatante la vittoria ottenuta a Monza (0-5) con l'esordio di Scanziani il 9 dicembre. Dopo aver chiuso il torneo con un bilancio lusinghiero a metà classifica, stante la grave crisi societaria, il Lecco non può più continuare l'attività in Serie C1, e si trova costretto a disputare le prossime tre stagioni tra i dilettanti, la prima stagione nel campionato di Eccellenza, le altre due in Serie D. La nuova società si chiama Città di Lecco, e raccoglie l'eredità del Calcio Lecco che è stato radiato dalla federazione. Ritornerà tra i professionisti nella stagione 2005-2006 nel campionato di Serie C2, dopo aver ottenuto il secondo posto in classifica nel girone B del campionato di Serie D della stagione 2004-2005 ed aver vinto i playoff con l'Alghero.

## Rosa
| N. |                    | Ruolo | Calciatore         |
| -- | ------------------ | ----- | ------------------ |
|    | Italia (bandiera)  | C     | Marco Andreotti    |
|    | Italia (bandiera)  | P     | Michele Arcari     |
|    | Italia (bandiera)  | A     | Alberto Bertolini  |
|    | Italia (bandiera)  | C     | Mario Bortolazzi   |
|    | Francia (bandiera) | C     | Julien Brellier    |
|    | Italia (bandiera)  | C     | Mauro Briano       |
|    | Italia (bandiera)  | D     | Antonio Calabro    |
|    | Italia (bandiera)  | A     | Simone Cavalli     |
|    | Italia (bandiera)  | D     | Marcello Cottafava |
|    | Italia (bandiera)  | A     | Roberto De Zerbi   |
|    | Italia (bandiera)  | C     | Vincenzo Friso     |
|    | Italia (bandiera)  | D     | Cristiano Giaretta |
|    | Italia (bandiera)  | A     | Davide Girgenti    |

| N. |                       | Ruolo | Calciatore                   |
| -- | --------------------- | ----- | ---------------------------- |
|    | Italia (bandiera)     | C     | Oscar Lasagni                |
|    | Italia (bandiera)     | D     | Simone Loria                 |
|    | Italia (bandiera)     | D     | Matteo Melani                |
|    | Italia (bandiera)     | C     | Giuliano Melosi              |
|    | Italia (bandiera)     | D     | Stefano Mercuri              |
|    | Italia (bandiera)     | D     | Alberto Nocerino             |
|    | Italia (bandiera)     | A     | Alessandro Pagano            |
|    | Italia (bandiera)     | P     | Francesco Russo              |
|    | Italia (bandiera)     | C     | Nathan Sciavon               |
|    | Italia (bandiera)     | C     | Simone Sinagra               |
|    | Italia (bandiera)     | C     | Stefano Tagliani             |
|    | Portogallo (bandiera) | A     | Victor Manuel Da Silva Vitor |
|    | Italia (bandiera)     | D     | Denis Zanardo                |

## Risultati

### Campionato

#### Girone di andata
| Arbitro: | Giachero (Pinerolo) |

|                                     |           |                                          |
| Jadid 51’ Campana 83’ Minelli 90+4’ | Marcatori | 26’ Bortolazzi 35’ Bertolini 60’ Cavalli |

| Arbitro: | Herberg (Messina) |

|                          |           |                                |
| Cavalli 36’ Schiavon 83’ | Marcatori | 44’ (rig.) Bonazzi 47’ Beretta |

| Arbitro: | Capozzi (Vicenza) |

|                           |           |                               |
| Longhi 18’ Pellissier 30’ | Marcatori | 31’ (aut.) Rosa 59’ Andreotti |

| Arbitro: | Gimmillaro (Messina) |

|             |           |                           |
| Cavalli 26’ | Marcatori | 62’ Bettoni 66’ Chiaretti |

| Arbitro: | Rubino (Salerno) |

|            |           |            |
| Cavalli 2’ | Marcatori | 59’ Scotti |

| Arbitro: | Mariuzzo (Venezia) |

|                      |           |  |
| Carruezzo 63’ (rig.) | Marcatori |  |

| Arbitro: | P.C. Rossi (Forlì) |

|               |           |  |
| Bertolini 81’ | Marcatori |  |

| Arbitro: | Brunialti (Trento) |

|                        |           |               |
| Caverzan 49’ Budel 88’ | Marcatori | 44’ Cottafava |

| Arbitro: | Crugliano (Crotone) |

|  |           |                    |
|  | Marcatori | 80’ (rig.) Minetti |

| Arbitro: | Lops (Torino) |

|  |           |                      |
|  | Marcatori | 6’ Loria 32’ Cavalli |

| Arbitro: | Capozzi (Vicenza) |

|                                                                          |           |  |
| Bertolini 1’ Bortolazzi 7’ Schiavon 58’ Andreotti 70’ (rig.) Cavalli 76’ | Marcatori |  |

| Arbitro: | Squillace (Catanzaro) |

|                          |           |  |
| Piovani 36’ Grauso 90+3’ | Marcatori |  |

| Arbitro: | Ioseffi (Siena) |

|                  |           |                                      |
| Fava Passaro 51’ | Marcatori | 17’ Cavalli 69’ Bortolazzi 83’ Vitor |

| Arbitro: | Torella (Roma) |

|            |           |                        |
| Melosi 72’ | Marcatori | 30’ Turchi 63’ Testini |

| Arbitro: | Battistella (Conegliano) |

|  |           |                                                           |
|  | Marcatori | 39’, 48’ (rig.) Bortolazzi 65’ Cavalli 78’, 83’ Bertolini |

| Arbitro: | Tagliavento (Terni) |

|                                          |           |                |
| Bortolazzi 32’ (rig.) Cavalli 41’ (rig.) | Marcatori | 61’ Varricchio |

| Arbitro: | Rubino (Salerno) |

|               |           |  |
| Lorenzini 55’ | Marcatori |  |

#### Girone di ritorno
| Arbitro: | Damato (Barletta) |

|             |           |              |
| Cavalli 23’ | Marcatori | 69’ Ghizzani |

| Arbitro: | Carrer (Conegliano) |

|                           |           |                        |
| G. Colombo 7’ Bonazzi 32’ | Marcatori | 66’ Melosi 85’ Cavalli |

| Arbitro: | Stefanini (Prato) |

|                       |           |  |
| Bortolazzi 54’ (rig.) | Marcatori |  |

| Arbitro: | Nappi (Napoli) |

|               |           |             |
| Chiaretti 35’ | Marcatori | 17’ Cavalli |

| Arbitro: | Ioseffi (Siena) |

|                     |           |            |
| Masolini 56’ (rig.) | Marcatori | 32’ Melosi |

| Arbitro: | Liberti (Genova) |

|             |           |                      |
| Cavalli 73’ | Marcatori | 45’ (rig.) Carruezzo |

| Arbitro: | Banti (Livorno) |

|          |           |  |
| Sgrò 41’ | Marcatori |  |

| Arbitro: | Rocchi (Firenze) |

|  |           |               |
|  | Marcatori | 15’ De Cesare |

| Arbitro: | Crugliano (Crotone) |

|                         |           |  |
| Severo Refatti 80’, 85’ | Marcatori |  |

| Arbitro: | Tonin (Piombino) |

|           |           |                                           |
| Loria 88’ | Marcatori | 18’, 44’, 50’ Ginestra 71’ (aut.) Zanardo |

| Carrara 24 marzo 2002 28ª giornata | Carrarese        | 0 – 0 | Lecco | Stadio dei Marmi\| Arbitro: \| Saveri (Viterbo) \| |
| Arbitro:                           | Saveri (Viterbo) |       |       |                                                    |

| Lecco 30 marzo 2002 29ª giornata | Lecco               | 0 – 0 | Livorno | Stadio Mario Rigamonti\| Arbitro: \| Benedetti (Vicenza) \| |
| Arbitro:                         | Benedetti (Vicenza) |       |         |                                                             |

| Arbitro: | Romeo (Verona) |

|                                                |           |  |
| Loria 2’ Bertolini 46’ Cavalli 69’ (rig.), 90’ | Marcatori |  |

| Arbitro: | Nicoletti (Macerata) |

|                              |           |                                   |
| Testini 10’ Amore 59’ (rig.) | Marcatori | 16’ Bertolini 61’ (71) Bortolazzi |

| Arbitro: | Pantana (Macerata) |

|                |           |  |
| Bortolazzi 53’ | Marcatori |  |

| Arbitro: | Latella (Potenza) |

|           |           |               |
| Frati 20’ | Marcatori | 25’ Andreotti |

| Arbitro: | Banti (Livorno) |

|  |           |                           |
|  | Marcatori | 53’ Magnani 85’ Lorenzini |

### Coppa Italia

#### Secondo girone
| Arbitro: | Liberti (Genova) |

|  |           |                    |
|  | Marcatori | 17’ (rig.) Cavalli |

| Lecco 19 agosto 2001 2ª giornata | Lecco           | 0 – 0 | Novara | Stadio Mario Rigamonti\| Arbitro: \| Zambon (Padova) \| |
| Arbitro:                         | Zambon (Padova) |       |        |                                                         |

| Arbitro: | Bernardoni (Modena) |

|                         |           |             |
| M. Rossi 26’ Panesi 83’ | Marcatori | 30’ Lasagni |

| Arbitro: | Cigalotti (Milano) |

|                       |           |  |
| Bortolazzi 68’ (rig.) | Marcatori |  |

| 29 agosto 2001 5ª giornata |  | – Turno di riposo Lecco |  |  |